# 조지아 지상군

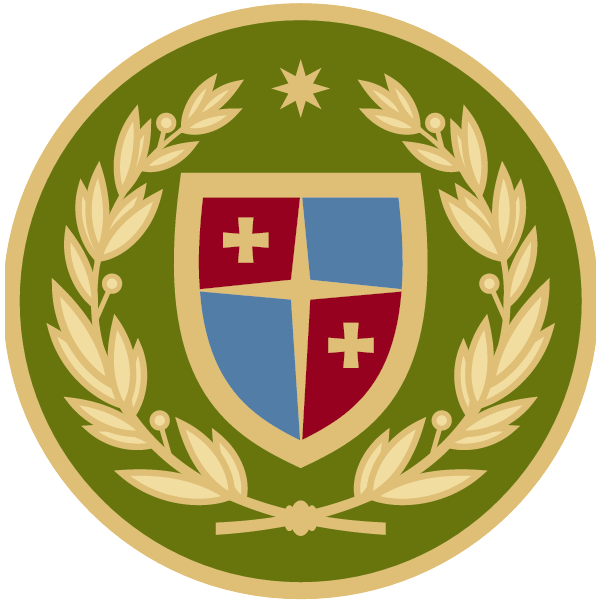

조지아 지상군(조지아어: საქართველოს სახმელეთო ძალები) 또는 조지아 육군은 조지아 방위군의 지상군 구성 요소이다. 이들은 군대의 가장 큰 부서이며 DFG의 대부분을 구성한다.

## 구조
조지아 지상군은 동부사령부와 서부사령부로 나뉘어 있다. 이들은 주로 여단 및 대대 규모의 군대 부대이다. 지상군의 대부분은 4개의 정규 보병 여단과 2개의 포병 여단으로 구성되어 있다. 또한 공병여단 1개, 방공여단 1개, 통신대대 1개, 기술정찰대대 1개, 의무대대 1개, 대전차대대 2개, 경보병대대 1개를 배치한다. 특수작전부대, 군사 정보부대, 헌병대 등 비정규 조직도 있다.